# リベッチオ (駆逐艦)
リベッチオ (Libeccio) は、イタリア海軍の駆逐艦。マエストラーレ級。

## 艦歴
セストリ・レヴァンテのティレノ・エ・リウニーティ造船リヴァ・トリゴソ造船所で1931年9月29日に起工。1934年7月4日に進水。同年11月23日に就役した。
1940年7月、北アフリカ行きの船団の護衛として出撃。9日、護衛艦隊とイギリス海軍との間でカラブリア沖海戦が発生したが、「リベッチオ」は戦闘には参加しなかった。
8月、マエストラーレ級4隻でシチリア海峡に機雷を敷設する。
11月11日、イギリス軍空母艦載機によるタラント軍港攻撃が行われ、イタリア海軍の戦艦3隻が大損害を受けた。この攻撃の際、「リベッチオ」にも爆弾が命中したが不発だった。
1941年11月8日、「リベッチオ」を含む6隻の駆逐艦に護衛されたイタリアの船団はイギリス海軍の攻撃を受けた。船団は全滅し、護衛の駆逐艦も1隻が沈められた（デュースブルク船団の戦い）。「リベッチオ」は無傷だったが、翌朝生存者の救助中にイギリス潜水艦「アプホルダー」に雷撃され沈没した。